# 三杨 (明朝)
三楊，又称三杨辅政，是明成祖至明英宗時期的三位楊姓重臣楊士奇、楊榮、楊溥的合稱，他們都是仁宣之治締造者，而楊士奇、楊榮更是永樂盛世的締造者之一。由於明英宗登基初時他們三人得到太皇太后張氏的支持，所以得以延續仁宣之治的德政。其後，當明英宗親政，三杨相继去世，朝廷逐渐由内臣王振把持。

## 後人
《萬曆野獲編》載，三楊後人均涉命案而遭懲處，不能承先人家風，令人感慨。